# Aleptocentrus notabilis
Aleptocentrus notabilis är en insektsart som beskrevs av Thirumalai och Ananthasubramanian 1985. Aleptocentrus notabilis ingår i släktet Aleptocentrus och familjen hornstritar. Inga underarter finns listade i Catalogue of Life.